# Red Bank 4
Red Bank 4 är ett reservat i Kanada.   Det ligger i provinsen New Brunswick, i den östra delen av landet, 800 km öster om huvudstaden Ottawa.
I omgivningarna runt Red Bank 4 växer i huvudsak blandskog. Runt Red Bank 4 är det mycket glesbefolkat, med 2 invånare per kvadratkilometer.